# آنتک
آنتک (انگلیسی: Antec) شرکت سخت‌افزار تایوانی است، که در سال ۱۹۸۶ تأسیس شد.